# Моят луд дебел дневник
Моят луд дебел дневник (на английски: My Mad Fat Diary) е британски сериал, който дебютира по E4 на 14 януари 2013. Базиран е на книгата „Моят дебел, луд тийнейджърски дневник“ ("My Mad Fat Teenage Diary) от Рей Ърл.
Вторият сезон започва излъчването си на 17 февруари 2014 г. и завършва на 31 март 2014 г. по британската телевизия Е4.

## Сюжет
Действието се развива в Стамфорд в графство Линкълншър в Англия през 1996 година. Сериалът проследява историята на едно 16-годишно момиче, тежащо 105 килограма, което току-що излиза от психиатрична клиника, където е прекарала четири месеца. Започва да се сближава отново с най-добрата си приятелка Клои, която не знае за състоянието и проблемите на Рей. Единственото, което знае е, че Рей е била във Франция, лъжа измислена от майка ѝ. Рей се опитва да запази тази информация за себе си, като в същото време се опитва да впечатли приятелите на Клои – Изи, Арчи, Чоп и Фин.

## Герои

### Главни герои
- Шарън Руни като Рейчъл „Рей“ Ърл – 16-годишно момиче, което е прекарало последните четири месеца в психиатрична клиника. Тя се опитва да скрие психичните си проблеми от новите си приятели и намира за трудно да се впише сред тях.
- Иън Харт като Кестър – терапевта на Рей
- Клер Ръшбрук като Линда Бущат, майката на Рей
- Джоди Комър като Клои Харис, красивата и известна приятелка на Рей
- Нико Миралегро като Фин Нелсън, момче от новата група приятели на Рей
- Дан Коен като Арчи, момчето, което първоначално Рей харесва
- Джордан Мърфи като Чоп, момчето, което обожава да купонясва. Истинското му име а Арнолд Питърс.
- Сиара Баксендей като Изи, сладкото момиче, което излиза с Чоп.
- Софи Райт като Тикс, пациент в клиниката и приятелка на Рей

### Второстепенни герои
- Бамшад Абеди-Амин като Карим Бущат, имигрант и съпруг на майката на Рей
- Шазад Латиф като д-р Ник Касар, доктор в психиатричната клиника
- Дарън Евънс като Дани двете шапки, пациент в клиниката
- Саша Паркинсън като Стейси, популярно момиче и бивше гадже на Фин